# U.S. National Championships 1944
Gli U.S. National Championships 1944 (conosciuti oggi come US Open) sono stati la 64ª edizione degli U.S. National Championships e quarta prova stagionale dello Slam per il 1944. Tutti i tornei si sono disputati al West Side Tennis Club nel quartiere di Forest Hills di New York negli Stati Uniti.
Il singolare maschile è stato vinto dallo statunitense Frank Parker, che si è imposto sul connazionale William Talbert in quattro set col punteggio di 6–4, 3–6, 6–3, 6–3. Il singolare femminile è stato vinto dalla statunitense Pauline Betz Addie, che ha battuto in finale la connazionale Margaret Osborne duPont. Nel doppio maschile si sono imposti Don McNeill e Bob Falkenburg. Nel doppio femminile hanno trionfato Louise Brough e Margaret Osborne. Nel doppio misto la vittoria è andata a Margaret Osborne, in coppia con Bill Talbert.

## Seniors

### Singolare maschile
Frank Parker ha battuto in finale  William Talbert con il punteggio di 6–4, 3–6, 6–3, 6–3.

### Singolare femminile
Pauline Betz Addie ha battuto in finale  Margaret Osborne duPont con il punteggio di 6–3, 8–6.

### Doppio maschile
Don McNeill /  Bob Falkenburg hanno battuto in finale  Bill Talbert /  Pancho Segura con il punteggio di 7–5, 6–4, 3–6, 6–1.

### Doppio femminile
Louise Brough /  Margaret Osborne hanno battuto in finale  Pauline Betz /  Doris Hart con il punteggio di 4–6, 6–4, 6–3.

### Doppio misto
Margaret Osborne /  Bill Talbert hanno battuto in finale  Dorothy Bundy /  Donald McNeill con il punteggio di 6–2, 6–3.